# Kerta Timur
Kerta Timur is een bestuurslaag in het regentschap Sumenep van de provincie Oost-Java, Indonesië. Kerta Timur telt 1369 inwoners (volkstelling 2010).